# Rio Tibaji
Rio Tibaji är ett vattendrag i Brasilien.   Det ligger i delstaten Paraná, i den södra delen av landet, 1 100 km söder om huvudstaden Brasília.
Trakten runt Rio Tibaji består till största delen av jordbruksmark. Runt Rio Tibaji är det ganska glesbefolkat, med 27 invånare per kvadratkilometer.